# Da jeg traff Jesus… med sprettert
Da jeg traff Jesus... med sprettert é um filme de drama norueguês de 2000 dirigido por Stein Leikanger. 
Rebatizado em inglês como Odd Little Man, foi selecionado como representante da Noruega à edição do Oscar 2001, organizada pela Academia de Artes e Ciências Cinematográficas.

## Elenco
- Fredrik Stenberg Ditlev-Simonsen
- Martin Eidissen
- Frederick Paasche